# Stemma di Aruba
Lo stemma di Aruba fu originariamente disegnata ad Amsterdam nel 1955. Da allora è usato come simbolo di Aruba. Ci sono sette elementi principali che compongono lo stemma:
Il leone in cima allo scudo simboleggia il potere. Una croce bianca sullo scudo serve a dividerlo in quattro riquadri e rappresenta la devozione per la fede. Sotto allo scudo ci sono due rami di alloro, tradizionale simbolo di pace.
Nel riquadro alto a destra dello scudo è rappresentata Hooiberg, la collina più riconoscibile di Aruba e la seconda più alta. Al di sotto, nel riquadro in basso a destra, una ruota dentata rappresenta l'industria. Nel riquadro alto a sinistra c'è una pianta di aloe, che è diventata una risorsa di  reddito per l'isola, ed è anche l'esportazione più importante. Infine, nel riquadro in basso a sinistra è rappresentata una stretta di mano, simbolo delle buone relazioni di Aruba con il mondo.